# Canadian Brass

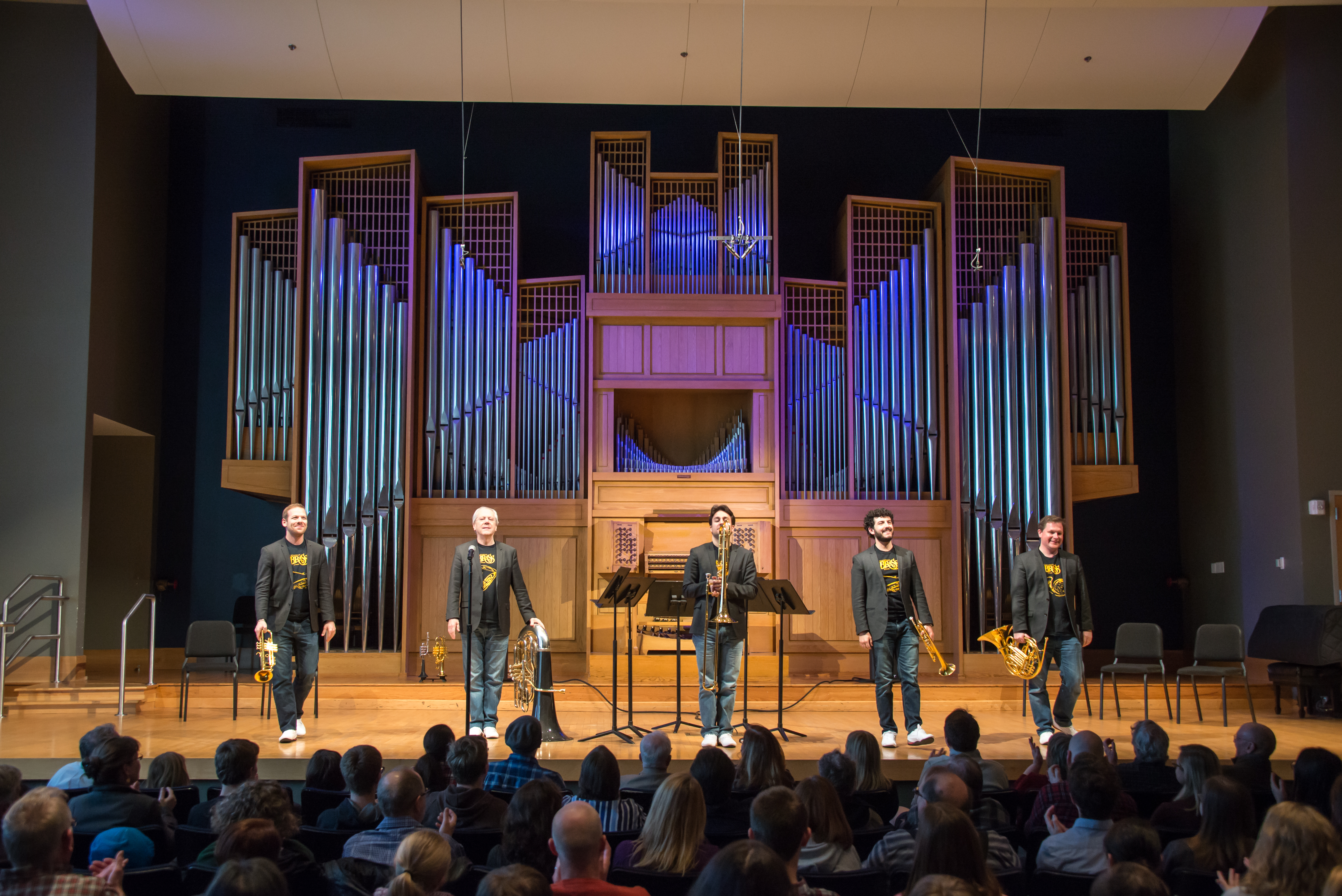
Canadian Brass - kanadisches Blechbläserquintett (2017)

Canadian Brass ist ein Blechbläserquintett in Toronto, Kanada.

## Geschichte
Das Quintett wurde 1970 von Chuck Daellenbach (Tuba) und Gene Watts (Posaune) gegründet, die sich über das Toronto Symphony Orchestra kennen lernten. Im Laufe seines Bestehens hat es mehrfach seine Besetzung gewechselt.
Das Ensemble hat über 5000 Auftritte und Konzerte weltweit durchgeführt, mehr als 100 Tonträger aufgenommen, eine Serie von Blechblasinstrumenten des Herstellers Yamaha Corporation unter eigenem Design herausgegeben und vertreibt die eigenen Arrangements. Es hat zahlreiche Preise und Auszeichnungen erhalten.
Musikpädagogik spielt eine Schlüsselrolle in der Geschichte von Canadian Brass. Bei ihren weltweiten Tourneen pausieren die Mitglieder des Öfteren, um in Workshops und Meisterklassen zu unterrichten. Das Ensemble ist chamber quintet-in-residence an der Music Academy of the West in Santa Barbara, Kalifornien.
Ein Markenzeichen des Quintetts ist die Praxis, neben dem obligatorischen Frack für Kammermusiker, in weißen Turnschuhen aufzutreten.

## Musikstil
Das Repertoire reicht vom Barock über Jazz, Dixieland, Ragtime, Broadway music und Standards bis zur modernen Unterhaltungsmusik. Canadian Brass schafft es nahtlos, zwischen allen Stilen und Epochen einen musikalischen Bogen zu spannen. Zahlreiche in Auftrag gegebene und von Mitgliedern komponierte Arrangements aus allen Stilrichtungen ebneten den Weg für viele weitere Blechbläserquintette weltweit.

## Kritik
“With their unbeatable blend of virtuosity, spontaneity and humor, they brighten the rosters of concert halls, international festivals and orchestra series throughout the world. Their numerous recordings, frequent television appearances and tireless efforts in the realm of music education have resulted in vast new audiences for the art of the Canadian Brass.”

„Mit ihrer unschlagbaren Mischung aus Virtuosität, Spontaneität und Humor bleiben diese Herren weltweit die Lineups von Konzertsälen, internationalen Festivals und Orchester-Reihen. Ihre zahlreichen Schallplatten, Fernsehauftritte und ihre pädagogischen Aktivitäten haben ihnen ein großes Publikum eingebracht.“

„[…] die umwerfende Komik, die in vielen Beispielen […] szenisch/musikalisch in sattem Wohlklang paradierten, verwandelte den Kurhaussaal in einen Hexenkessel – Beifall und Bravorufe für dieses Konzert der Sonderklasse mit dem exzellenten Bläserquintett wollten kein Ende nehmen, Zugaben.“

## Auszeichnungen (Auswahl)
- Juno Award[4]
  - 1978: Nominierung in der Kategorie „Best Album Graphics“ für Unexplored Territory[5]
  - 1981: Nominierung in der Kategorie „Best Classical Album of the Year“ für The Village Band
  - 1984: Nominierung in den Kategorien „Best Classical Album of the Year“ für Brass in Berlin und „Instrumental Artist(s) of the Year“
  - 1985: Preisträger in der Kategorie „Instrumental Artist(s) of the Year“
  - 1986, 1987, 1989, 1990: Nominierung in der Kategorie „Instrumental Artist(s) of the Year“
  - 1990: Nominierung in der Kategorie „Best Classical Album: Solo or Chamber Ensemble“ für Gabrieli & Monteverdi: Antiphonal Music
  - 1995: Nominierung in der Kategorie „Best Classical Album: Solo or Chamber Ensemble“ für Gabrieli for Brass
  - 2006: Nominierung in der Kategorie „Classical Album of the Year: Solo or Chamber“ für Magic Horn
  - 2011: Nominierung in der Kategorie „Instrumental Album of the Year“ für Spirit Dance (David Braid & Canadian Brass)
  - 2012: Nominierung in der Kategorie „Classical Album of the Year: Solo or Chamber“ für Brahms On Brass
  - 2013: Nominierung in der Kategorie „Classical Album of the Year: Solo or Chamber“ für Canadian Brass Takes Flight
  - 2015: Nominierung in der Kategorie „Instrumental Album of the Year“ für Great Wall of China
- Grammy Awards[6]
  - 1994: Nominierung in der Kategorie „Best Music Video, Long Form“ für Home Movies
  - 2000: Nominierung in der Kategorie „Best Classical Crossover Album“ für Take the “A” Train
- Rose d’Or
  - 1998: Silberne Rose für Musik für A Christmas Experiment
- Echo Klassik
  - 2002: Preisträger in der Kategorie „Kammermusik-Einspielung des Jahres“ (Bläser) für Goldbergvariationen (J.S. Bach)
- 1991: Governor General of Canada Award
- 1998: Tri M Music Award

## Diskografie (Auswahl)
- Canadian Brass (1971)
- Make We Joy (1973)
- Royal Fanfare (1973)
- A Touch of Brass
- Canadian Brass in Paris (1973)
- Rag-Ma-Tazz (1974)
- Canadian Brass: Pachelbel to Joplin (1974)
- Unexplored Territory (1977)
- Canadian Brass Plus Organ (1977)
- Toccata, Fugues & Other Diversions (1977)
- Canadian Brass Encore (1977)
- Pachelbel Canon & Other Great Baroque Hits (1980)
- Christmas with the Canadian Brass (1981)
- The Village Band (1981)
- Champions (1983)
- Canadian Brass Greatest Hits (1983)
- High, Bright, Light and Clear (1983)
- Ain't Misbehavin' and Other Fats Waller Hits (1984)
- Brass in Berlin (1984)
- Canadian Brass Live! (1984)
- A Canadian Brass Christmas (1985)
- Vivaldi: The Four Seasons (1986)
- Basin Street (1987)
- Strike Up the Band — Canadian Brass Plays Gershwin (1987)
- Bach: The Art of Fugue (1988)
- The Mozart Album (1988)
- Canadian Brass More Greatest Hits (1988)
- Best of the Canadian Brass (1989)
- Gabrieli/Monteverdi: Antiphonal Music (1990)
- English Renaissance Music (1990)
- Super Hits
- The Christmas Album (1990)
- Beethoven Fifth Symphony & Overtures (1991)
- Red, White & Brass: Made in the USA (1991)
- The Essential Canadian Brass (1991)
- Red Hot Jazz: The Dixieland Album (1992)
- Wagner for Brass (1992)
- Rejoice! with Brass and Voice (1993)
- An Evening of Brass Theater (1994)
- Brass on Broadway (1994)
- Gabrieli for Brass (1994)
- Noel (1994)
- Bolero & Other Great Melodies (1995)
- Brass Busters (1995)
- Fireworks: Baroque Brass Favorites (1995)
- Go for Baroque! (1995)
- Ragtime (1995)
- Renaissance Men (1995)
- Swingtime! (1995)
- Brass Theater II with Star of Indiana (1995)
- Brass Theater III with Star of Indiana (1996)
- Canadian Brass Plays Bernstein (1996)
- The Canadian Brass Live in Germany (1997)
- Christmas Experiment (1997)
- All You Need is Love (1998)
- A Christmas Gloria (1999)
- Greatest Hits for Concert Band (1999)
- Take the "A" Train (1999)
- Celebration (1999)
- Bach — Goldberg Variations (2001)
- Canadian Brass — CBC Radio Years (2001)
- Holidays with Canadian Brass (2002)
- Almost Live (2002)
- Sacred Brass (2002)
- Amazing Brass (2002)
- Sweet Songs of Christmas (2002)
- Magic Horn (2004)
- Joyful Sounds (2005)
- People of Faith (2006)
- Wedding Essentials (2006)
- High Society (2007)
- Jazz Roots (2008)
- Manhattan Swing (2009)
- Legends (2009)
- Bach (2009)
- Brahms on Brass (2010)
- Takes Flight (2011)
- Carnaval (2012)
- Great Wall of China (2014)
- Perfect Landing (2015)
- All You Need Is Brass (2016)
- Canadiana (2021)

## Videos
- Canadian Brass Live (1986)
- The Canadian Brass Masterclass (1989)
- The Canadian Brass Spectacular (1989)
- On Stage at Wolftrap (1990)
- Home Movies (1991)
- Strings, Winds, and All That Brass (1992)
- The Canadian Brass Live in Germany (1994)
- Christmas Experiment (1998)
- A Christmas Gloria (1999)
- Bootleg Canadian Brass — Authorized Version (2002)
- Three Nights with Canadian Brass (2003)
- Inside Brass (2003)
- Live from LPR New York (2012)